# Comuna de Szczecinek
Szczecinek (polaco: Gmina Szczecinek) é uma gminy (comuna) na Polónia, na voivodia de Pomerânia Ocidental e no condado de Szczecinecki.
De acordo com os censos de 2005, a comuna tem 10.145 habitantes, com uma densidade 19,9 hab/km².

## Área
Estende-se por uma área de 510,21 km².

## Subdivisões
- Brzeźno, Dalęcino, Drawień, Drężno, Dziki, Gałowo, Grąbczyn, Gwda Mała, Gwda Wielka, Jelenino, Krągłe, Kusowo, Kwakowo, Marcelin, Mosina, Parsęcko, Sitno, Spore, Stare Wierzchowo, Świątki, Trzesieka, Turowo, Wierzchowo, Wilcze Laski, Wojnowo e Żółtnica.